# Liverpool FC (Montevideo)
Liverpool Fútbol Club, zwykle zwany po prostu Liverpool – urugwajski klub piłkarski z siedzibą w mieście Montevideo.

## Historia
Liverpool założony został 15 lutego 1915. Pomysł nazwy klubu zrodził się w klasie geograficznej, gdzie założyciele studiowali porty Wielkiej Brytanii i doszli do wniosku, że nazwa Liverpool jest dobrą nazwą dla klubu piłki nożnej. Klub zadebiutował w pierwszej lidze w 1919. W sezonie 2005/2006 zmieniono stroje na czerwone, wyglądające dokładnie tak, jak stroje klubu Liverpool F.C. Swoje mecze domowe Liverpool rozgrywa na stadionie Estadio Belvedere, którego poprzednim właścicielem był klub Montevideo Wanderers.

### Piłkarze
- Jorge Alcalde (1946)
- William Castro
- Pedro Etchegoyen
- Alberto Gómez
- José Gómez
- Edgardo González
- Sixto González
- Denis Milar
- Julio Montero Castillo
- Eduardo Pereira
- Hosiriz Romero
- José Salomón (1947)